# PAPERMOON
「PAPERMOON」（ペーパームーン）は、2008年12月10日に発売されたTommy heavenly6の9枚目のシングル。

## 概要
前作「Heavy Starry Chain」より約1年10ヶ月ぶりのシングル。「PAPERMOON」は「月刊少年ガンガン」に連載中のアニメ「ソウルイーター」のオープニングテーマ。本人も原作のファンだという。
DVD付き限定盤、CDのみの通常盤の2形態で発売。DVD付き、通常版の初回出荷分には絵柄の異なるステッカーが付属されている。PVには画面右上・左上・中央に「Tommy heavenly6」のロゴが表示されている。
2008年12月22日付オリコン週間シングルチャートにおいて初登場10位となり、2006年リリースの「Pray」以来、約2年半ぶりにトップ10入りを果たした。
- デフスター時代最後のシングルとなった。

## 収録曲（CD）
1. PAPERMOON
作詞：Tommy heavenly6／作曲・編曲：Chiffon Brownie
  - テレビ東京系列アニメ『ソウルイーター』オープニングテーマ
2. Ruby Shoes
作詞：Tommy heavenly6／作曲・編曲：Chiffon Brownie
オリジナルアルバム及びベストアルバムに未収録のため、この曲が聴けるのは本作のみ。
3. PAPERMOON(Original Instrumental)

## DVD（初回盤のみに付属）
1. PAPERMOON（Music Clip）

## 収録アルバム
- 『Gothic Melting Ice Cream's Darkness “Nightmare”』(#1)
- オムニバス『THE BEST OF SOUL EATER』(#1)